# Aroldo Melodia
Aroldo Forde, mais conhecido como Aroldo Melodia (Rio de Janeiro, 19 de abril de 1930 — Duque de Caxias, 2 de julho de 2008) foi um compositor e intérprete de samba-enredo brasileiro.
É pai do também intérprete Ito Melodia.

## Carreira
Aroldo Melodia começou na União da Ilha em 1958, escola que defendeu por 36 anos, ao longo de sua carreira. Em 1981 e 1982, cantou também na Camisolão, de São Gonçalo, mas que desfilava em Niterói. Ainda em Niterói, cantou também na Combinado do Amor, no ano de 1984. Passou também por Mocidade Independente de Padre Miguel, Acadêmicos de Santa Cruz, Unidos da Ponte e Caprichosos de Pilares. 
Em 1985, gravou, também em Niterói, o samba da União da Ilha da Conceição, que se sagrou campeã nesse carnaval, dividindo o título com a escola de samba Corações Unidos. Em 1986, recebeu um Estandarte de Ouro como cantor da União da Ilha. Encerrou a carreira em 1996, quando sofreu um derrame cerebral que o obrigou a andar em cadeira de rodas.
Conhecido pelo grito famoso Segura a marimba!", foi enredo da Lins Imperial em 2003, intitulado "Segura Marimba, Aroldo Melodia Vem Aí!".
Faleceu em 2008, aos 78 anos, vítima de falência múltiplas de órgãos ocasionada por um quadro de pneumonia.

## Premiações
Tamborim de Ouro
- 1999 - Personalidade do Desfile [5]